# Courgenay, Yonne
Courgenay är en kommun i departementet Yonne i regionen Bourgogne-Franche-Comté i norra Frankrike. Kommunen ligger i kantonen Villeneuve-l'Archevêque som tillhör arrondissementet Sens. År 2022 hade Courgenay 565 invånare.

## Befolkningsutveckling
Antalet invånare i kommunen Courgenay
| Referens: INSEE |